# Kaare Klint
Kaare Klint (né le 15 décembre 1888 et mort le 28 mars 1954), est un architecte et designer de meubles danois, connu comme le père du design de mobilier danois moderne. Son style est caractérisé par des lignes épurées et pures, l'utilisation de matériaux nobles et une belle fabrication.
Il est le fils de l'architecte Peder Vilhelm Jensen-Klint dont il achève la monumentale église de Grundtvig après la mort de son père en 1930.

## Biographie

### Jeunesse et formation
Kaare Klint est né le 15 décembre 1888 dans le quartier de Frederiksberg à Copenhague, fils de Peder Vilhelm Jensen-Klint — alors peintre en difficulté sur le point d'abandonner sa carrière artistique pour une carrière d'architecte — et de son épouse Mathilde Caroline Pedersdatter Markussen.
Klint se forme au design de mobilier à Kalundborg et à Copenhague à partir de 1893 et suit des cours à l'école technique de Copenhague, à l'école de design de Jens Møller-Jensen et à la Kunstnernes Frie Studieskoler sous la direction de Johan Rohde. Il est par la suite stagiaire auprès de Carl Petersen. Il apprend également le métier d'architecte auprès de son père, qui avait achevé son premier projet architectural en 1896.

### Carrière de designer
En 1914, Klint conçoit son premier meuble, la chaise Faaborg, pour le musée Faaborg fondé par Carl Petersen en 1914. Il crée par la suite des meubles et décors pour un certain nombre d'autres musées.
De 1921 à 1926, il est responsable — avec Thorkild Henningsen et Ivar Bentsen — de la rénovation et restructuration du Kongelig Frederiks Hospital pour sa conversion en musée, afin d'y accueillir les collections du Kunstindustrimuseet (renommé Designmuseum Danmark en 2011) avec Thorkild Henningsen et Ivar Bentsen. En 1927, il crée également pour le musée une chaise en acajou inspirée des chaises anglaises du XVIIIe siècle,.
Les meubles dessinés par Klint sont le fruit de la rencontre entre une étude approfondie de la fonctionnalité, de proportions adaptées au corps humain, d'un souci de savoir-faire et de l'utilisation de matériaux de haute qualité. Des exemples notables de son travail incluent le tabouret Hélice (1927), la chaise Safari et la Deck Chair (toutes deux de 1933), la chaise d'église pour l'église de Grundtvig (1936) et le Lit Circulaire (1938) avec des côtés incurvés et des extrémités arrondies, et l'utilisation de tissus réalisés à la main par Lis Ahlmann,.
Il fonde en 1924 une école de design de meuble au sein de l'Académie royale des beaux arts du Danemark. Il influence fortement sur le mobilier danois, inspirant des designers tels que Poul Kjærholm et Børge Mogensen. Il conçoit également des tissus, des lampes et des orgues.

### Achèvement d’œuvres de son père
Après la mort de son père en 1930, Kaare Klint achève l'église de Grundtvig à Copenhague. Sa construction avait commencé en 1921 mais ne fut achevée qu'en 1940. Il fait également construire l'église de Bethléem, également à Copenhague, sur la base des croquis de son père, construite de 1935 à 1937.

## Meubles notables
| Image | Nom et Description                                                                         | Fabricant d'origine (Courant)                         | Année |
| ----- | ------------------------------------------------------------------------------------------ | ----------------------------------------------------- | ----- |
|       | Chaise Faaborg (KK-96620)La chaise a été créée pour le musée Faaborg à Copenhague en 1914. | Rud. Rasmussen (Carl Hansen & Søn)                    | 1914  |
|       | Chaise Thorvaldsen La chaise a été créée pour le musée Thorvaldsens à Copenhague en 1922.  |                                                       | 1922  |
|       | Chaise Mix (KK43960)                                                                       |                                                       | 1930  |
|       | Chaise Safari (KK47000)                                                                    | (Carl Hansen & Søn)                                   | 1933  |
|       | Chaise rouge (KK-47510)                                                                    | Roud. Rasmussen                                       | 1933  |
|       | Chaise d'église                                                                            | Fritz Hansen Eftf et Bernstorffsminde Møbelfabrik A/S | 1936  |
|       | Lit sphérique                                                                              | Rud. Rasmussen                                        | 1936  |
|       | Chaise Barcelone (KK-3758)                                                                 | Rud. Rasmussen                                        | 1940  |

## Distinctions
- 1949 : Royal Designers for Industry, Londres
- 1954 : Médaille FC Hansen